# Horní Lhota, Zlín
Horní Lhota là một làng thuộc huyện Zlín, vùng Zlínský, Cộng hòa Séc.